# Kent Anderson
Kent Anderson (Carolina del Nord, 20 agosto 1945) è uno scrittore e sceneggiatore statunitense.

## Biografia
Nato nel 1945 in Carolina del Nord, vive e lavora a Santa Fe, nel Nuovo Messico.
Entrato a 19 anni nella marina mercantile, ha girato il mondo per due anni e a 23 anni ha ricoperto il grado di sergente nei berretti verdi prestano servizio in Vietnam.
Dopo avere ottenuto due Bronze Star Medal al valore, ha prestato servizio come poliziotto a Portland dal 1972 al 1976.
Conseguito un Master of Fine Arts in scrittura creativa all'Università del Montana nel 1978, la sua tesi di laurea, Sympathy for the Devil, è diventata il suo romanzo d'esordio 9 anni dopo.
Vincitore di due National Endowment for the Arts nel 1976 e nel 1990 e assistente professore in vari college, ha in seguito pubblicato altri due romanzi e una raccolta di racconti ottenendo nel 2019 il Grand prix de littérature policière con Sole verde.

## Opere principali

### Trilogia Hanson
- Sympathy for the Devil (1987), Milano, Segretissimo N. 1558, 2009 traduzione di Giuseppe Settanni
- I mastini della notte (Night Dogs, 1996), Bresso, Hobby & Work, 2003 traduzione di Pietro Ferrari ISBN 88-7133-687-9.
- Sole verde (Green Sun, 2018), Roma, Nutrimenti, 2019 traduzione di Anna Mioni ISBN 978-88-6594-676-3.

### Raccolte di racconti
- Liquor Guns and Ammo: The Collected Short Fiction And Non-fiction of Kent Anderson (1998)

## Filmografia parziale
- Motorcycle Gang, regia di John Milius (1994) (sceneggiatura)

## Premi e riconoscimenti
- Grand prix de littérature policière: 2019 Miglior romanzo straniero con Sole verde